# Миховце
Миховце (словен. Mihovce) је насељено место у општини Кидричево, Подравска регија, Словенија.

## Историја
До територијалне реорганизације у Словенији било је у саставу старе општине Птуј.

## Становништво
У попису становништва из 2011. године, Миховце је имало 209 становника.
| Број становника према пописима | Број становника према пописима | Број становника према пописима |
| ------------------------------ | ------------------------------ | ------------------------------ |
| 1991                           | 2002                           | 2011                           |
| 234                            | 224                            | 209                            |